# Bạch Xa
Bạch Xa là một xã thuộc tỉnh Tuyên Quang, Việt Nam.
Xã có diện tích 23,73 km², dân số năm 1999 là 3.692 người, mật độ dân số đạt 156 người/km².